# Dryadopsis
Dryadopsis là một chi bướm đêm thuộc họ Geometridae.